# Microdon fraudator
Microdon fraudator är en tvåvingeart som beskrevs av Shannon 1927. Microdon fraudator ingår i släktet myrblomflugor, och familjen blomflugor. Inga underarter finns listade i Catalogue of Life.